# Tina DiMartino
Christina „Tina“ DiMartino (* 6. November 1986 in Massapequa) ist eine ehemalige US-amerikanische Fußballspielerin.

## Karriere

### Vereine
DiMartino, auf Long Island im Bundesstaat New York geboren, spielte zunächst an der Massapequa  High School Fußball und später auf Vereinsebene für den Albertson Express.
Nach ihrem Schulabschluss begab sie sich an die University of California in Los Angeles und kam von 2005 bis 2007 für das Sport-Team, den Bruins, in insgesamt 71 Meisterschaftsspielen in der Pacific-12 Conference innerhalb der NCAA Division I zum Einsatz, in denen sie 16 Tore erzielte. Nach ihrer Studienzeit kehrte sie auf Long Island zurück und war für den Verein Long Island Fury in der WPSL aktiv.
Im Januar 2009 wurde sie vom FC Gold Pride aus Santa Clara verpflichtet, für den sie in der Women’s Professional Soccer, der seinerzeit höchsten Spielklasse im US-amerikanischen Frauenfußball, 18 von 20 Punktspielen bestritt. Über den nur einen Monat bestehenden Franchise Los Angeles Sol, der sie verpflichtet hatte, gelangte sie zum Saint Louis Athletica, für den sie lediglich sechs Punktspiele in der Spielzeit 2010 bestritt, da dieser sich aufgrund finanzieller Gründe aus dem Franchise zurückgezogen hatte. Während der laufenden Spielzeit wurde sie von Philadelphia Independence unter Vertrag genommen, für den sie 2010 die restlichen 16 und 2011 18 Punktspiele bestritt. Mit Bekanntgabe der Aussetzung der Spielzeit 2012 im Januar desselben Jahres, wurde im Mai die Auflösung der Spielklasse bekannt. Für die Nachfolgerin NWSL ab 2013 wurde DiMartino vom FC Kansas City unter Vertrag genommen, die jedoch andere Prioritäten für sich festgelegt hatte.
DiMartino ließ ihre Spielerkarriere mit der Saison 2013/14 in Europa ausklingen. Sie spielte für die auf Zypern beheimatete Frauenfußballmannschaft von Apollon Limassol in der First Division und belohnte sich und ihren Verein mit dem Gewinn des Doubles (Meisterschaft und Vereinspokal). 

### Nationalmannschaft
DiMartino bestritt im Jahr 2006 19 Länderspiele für die U20-Nationalmannschaft, mit der sie an der 
Weltmeisterschaft 2006 in Russland teilnahm und im ersten und dritten Spiel der Gruppe D sowie im Viertel- und Halbfinale und im Spiel um Platz 3 zu fünf Turnierspielen kam.
Nachdem sie für die U23-Nationalmannschaft in den Jahren 2007 und 2008 neun Länderspiele bestritten und zwei Tore erzielt hatte, wurde sie in den Jahren 2008 und 2009 in der A-Nationalmannschaft berücksichtigt. Ihr Debüt gab sie am 18. Januar 2008 im Vier-Nationen-Turnier in Guangzhou beim 4:1-Sieg im Vier-Nationen-Turnier 2008 gegen die Nationalmannschaft Finnlands als Einwechselspielerin in der 63. Minute für Amy Rodriguez. Sie gehörte der Mannschaft an, die am Turnier um den Algarve-Cup 2009 teilnahm und bestritt mit ihr alle drei Spiele der Gruppe B und das am 11. März in Faro im Estádio Algarve ausgetragene Finale, das erst im Elfmeterschießen mit 3:4 gegen die Nationalmannschaft Schwedens verloren wurde.  

## Erfolge
Nationalmannschaft
- Algarve-Cup-Finalist 2009

Apollon Limassol
- Zyprischer Meister 2014
- Zyprischer Pokalsieger 2014

## Sonstiges
Christina ist die Tochter von Daniel und Patrice DiMartino und die Schwester von Daniel, Jaclyn, Gina und Vicky. Gina (* 1988) und Vicky (* 1991) waren ebenfalls Fußballspielerinnen. 